# Félix Bonnaire
Pour les articles homonymes, voir Bonnaire.
Félix Bonnaire, baron de Maupas, né le 28 octobre 1766 à Vitry-le-François (Marne) et mort le 2 décembre 1844 au château de La Brosse, commune de Farges, actuel Farges-Allichamps (Cher), est un homme politique français, député et préfet.

## Biographie
Administrateur du Cher, il est député suppléant en 1792 mais ne siège pas. Cette année, il publie un Discours sur les dangers de la patrie, par M. Bonnaire, lu à la société des Amis de la constitution de Bourges, le 22 juillet l'an IV de la liberté. Il est élu député du Cher au conseil des Cinq-cents le 22 germinal an VI, s'investissant sur les questions d'instruction publique. 
Il est nommé préfet des Hautes-Alpes le 4 ventose an VIII. Dans cette fonction, il publie en 1801 un Mémoire au ministre de l'Intérieur sur la statistique du département des Hautes-Alpes . Ensuite il devient préfet de la Charente le 18 ventose an X. Il passe à la préfecture d'Ille-et-Vilaine sous l'Empire. Il se retire au moment de la Première Restauration, avant d'être préfet de la Loire-Inférieure pendant les Cent-Jours. Nommé préfet de la Vienne le 12 juillet 1815, il est non-acceptant.
Il est créé baron d'Empire en 1810, sous la dénomination  de Maupas.
Il est le père de Florestan Bonnaire, député du Cher sous la monarchie de Juillet.